# Хромин, Дмитрий Владимирович
Дмитрий Владимирович Хромин (род. 21 октября 1982 года в Ленинграде) — фигурист, выступавший в парном катании за Россию и Польшу. Трёхкратный чемпион Польши в паре с Доминикой Пёнтковской.

## Карьера
За Россию Дмитрий выступал в паре с Юлией Шапиро и особых успехов не достиг. После распада этой пары (в 2002 году) Дмитрий сменил несколько партнёрш, но на международный уровень с ними не выходил. Тренировался у Николая Великова.
В 2004 году Дмитрию поступило предложение выступать за Польшу в паре с польской фигуристкой Доминикой Пёнтковской. Хромин переехал в Лодзь.
Пара стала трёхкратными чемпионами Польши (2005, 2006 и 2007 годах). В чемпионате страны 2008 года они не участвовали. На международной арене их наилучшим результатом стало 9-е место на чемпионате Европы 2008 года и 13-е на чемпионате мира 2007 года.
После сезона 2007—2008, пара участия в соревнованиях не принимала.

## Спортивные достижения
(с Пёнтковской)
| Соревнования                        | 2004—2005 | 2005—2006 | 2006—2007 | 2007—2008 |
| ----------------------------------- | --------- | --------- | --------- | --------- |
| Чемпионаты мира                     |           | 14        | 13        | 16        |
| Чемпионаты Европы                   |           |           | 10        | 9         |
| Чемпионаты Польши                   | 1         | 1         | 1         |           |
| Этапы Гран-при:NHK Trophy           |           |           |           | 7         |
| Этапы Гран-при:Cup of China         |           |           |           | 7         |
| Этапы Гран-при:Trophee Eric Bompard |           |           | 6         |           |
| Этапы Гран-при:Skate America        |           |           | 8         |           |
| Nebelhorn Trophy                    |           | 9         | 7         | WD        |
| Мемориал Карла Шефера               |           | 6         |           |           |

WD = снялись с соревнований
(С Шапиро)
| Соревнования                          | 2000—2001 | 2001—2002 |
| ------------------------------------- | --------- | --------- |
| Чемпионаты России среди юниоров       | 6         | 4         |
| Этап Гран-При: Cup of Russia          | 9         |           |
| Финалы юниорского Гран-При            |           | 5         |
| Этапы юниорского Гран-При, Нидерланды |           | 2         |
| Этапы юниорского Гран-При, Болгария   |           | 1         |
| Этапы юниорского Гран-При, Польша     | 3         |           |
| Этапы юниорского Гран-При, Германия   | 3         |           |